# Universiada de 1973
La Universiada de 1973 fue la séptima edición de las Universiadas que se llevaron a cabo en la antigua Unión Soviética, específicamente en la ciudad de Moscú. 

## Medallero
País organizador
| #     | País                          | Oro | Plata | Bronce | Total |
| ----- | ----------------------------- | --- | ----- | ------ | ----- |
| 1     | Unión Soviética               | 69  | 35    | 30     | 134   |
| 2     | Estados Unidos                | 19  | 15    | 18     | 52    |
| 3     | Japón                         | 3   | 9     | 2      | 14    |
| 4     | Rumania                       | 3   | 8     | 6      | 17    |
| 5     | Polonia                       | 2   | 3     | 5      | 10    |
| 6     | Cuba                          | 2   | 3     | 2      | 7     |
| 7     | Checoslovaquia                | 2   | 3     | 1      | 6     |
| 7     | Reino Unido                   | 2   | 3     | 1      | 6     |
| 9     | Italia                        | 2   | 0     | 6      | 8     |
| 10    | Finlandia                     | 2   | 0     | 0      | 2     |
| 11    | Bulgaria                      | 1   | 7     | 7      | 15    |
| 12    | Alemania Occidental           | 1   | 4     | 7      | 12    |
| 13    | República Democrática Alemana | 1   | 3     | 8      | 12    |
| 14    | Francia                       | 1   | 2     | 1      | 4     |
| 15    | Yugoslavia                    | 1   | 1     | 2      | 4     |
| 16    | Mongolia                      | 1   | 0     | 1      | 2     |
| 17    | Hungría                       | 0   | 7     | 3      | 10    |
| 17    | Irán                          | 0   | 4     | 0      | 4     |
| 18    | Canadá                        | 0   | 2     | 5      | 7     |
| 19    | Australia                     | 0   | 1     | 3      | 4     |
| 20    | Países Bajos                  | 0   | 1     | 0      | 1     |
| 21    | Brasil                        | 0   | 0     | 5      | 5     |
| 22    | Corea del Sur                 | 0   | 0     | 2      | 2     |
| 23    | India                         | 0   | 0     | 1      | 1     |
| 24    | Kenia                         | 0   | 0     | 1      | 1     |
| 25    | México                        | 0   | 0     | 1      | 1     |
| Total | Total                         | 112 | 111   | 118    | 341   |

- Datos: Q1151263
- Multimedia: 1973 Summer Universiade / Q1151263